# Vordere Sandlingalm
Die Vordere Sandlingalm ist eine 300 Hektar große Alm in der Gemeinde Bad Goisern und Bad Ischl im österreichischen Bundesland Oberösterreich. Die im Besitz der Österreichischen Bundesforste befindliche Alm liegt am Westfuß des Sandlings, im Westteil des Toten Gebirges, in einer Seehöhe von 1400 m ü. A. Die Vordere Sandlingalm ist eine Servitutsalm mit 8 Almbauern. Auf einer Weidefläche von 11 Hektar werden etwa 20 Rinder behirtet. Auf der Alm befinden sich 8 Hütten und zwei Nebengebäude.
Auf der Alm wird der Brauch des Vogelfangs noch ausgeübt, die Vögel müssen jedoch dann laut Naturschutzgesetz bald wieder freigelassen werden.

## Geschichte
Am Fuße der Vorderen Sandlingalm wurde zur Zeit der Römer Salz abgebaut. Deshalb ist davon auszugehen, dass damals schon Weidewirtschaft auf diesen Almen betrieben wurde, es gibt jedoch keinen archäologischen Nachweis für diese Zeit. Mit der bäuerlichen Binnenkolonisation im 11. und 12. Jahrhundert beginnt die uns bekannte Almwirtschaft auf dieser Alm.
In der Nacht vom 12. auf den 13. September 1920 ereignete sich ein Bergsturz, bei dem ein Felsturm der Sandling-Westwand zusammenbrach und über sechs Millionen Kubikmeter Kalkgestein mehrere Almhütten verschüttete. Gewarnt durch den vorangehenden Steinschlag, konnten sich die Leute auf der Alm und das Vieh rechtzeitig auf der anderen Hangseite der Alm in Sicherheit bringen.

## Wanderwege
- Vom Parkplatz Flohwiese über den Römerweg
- Von der Blaa-Alm über die Ausseer Sandlingalm und die Hintere Sandlingalm
- Vom ehem. Gasthaus Sarsteinblick in Lupitsch
- Von der Hütteneckalm über die Lambacher Hütte